# Yushania
Yushania és un gènere de bambús de la família de les poàcies, ordre de les poals, subclasse Commelinidae, classe Liliopsida, divisió dels magnoliofitins.

## Descripció
Aquest gènere es troba a la Xina i a l'Himàlaia and en altituds fons als 3.000 metres, a més de a Taiwan i a l'Àfrica. De tipus perenne, creixen entre els 15 centímetres i els 10 metres.

## Taxonomia
(Recull parcial. Al costat de cada espècie, l'autoritat taxonòmica)
| - Yushania ailuropodina T.P.Yi - Yushania alpina (K. Schumann) Lin - Yushania anceps (Mitford) Yi - Yushania andropogonoides /Handel-Mazzetti) T.P.Yi - Yushania auctiaurita T.P.Yi - Yushania baishanzuensis Z.P.Wang & G.H.Ye - Yushania basihirsuta (McClure) Z.P.Wang & G.H.Ye - Yushania baviensis - Yushania bojieiana T.P.Yi - Yushania brevis T.P.Yi - Yushania canoviridis G.H.Ye & Z.P.Wang - Yushania cartilaginea T.H.Wen - Yushania cava T.P.Yi - Yushania chingii T.P.Yi - Yushania chungii (Keng) Z.P.Wang & G.H.Ye - Yushania collina T.P.Yi - Yushania complanata T.P.Yi - Yushania confusa (McClure) Z.P.Wang & G.H.Ye - Yushania crassicollis T.P.Yi - Yushania crispata T.P.Yi - Yushania dafengdingensis T.P.Yi - Yushania elegans - Yushania elevata T.P.Yi - Yushania exilis T.P.Yi - Yushania falcatiaurita Hsueh & T.P.Yi - Yushania farcticaulis T.P.Yi - Yushania farinosa Z.P.Wang & G.H.Ye - Yushania flexa T.P.Yi - Yushania glandulosa Hsueh & T.P.Yi - Yushania glauca T.P.Yi & T.L.Long - Yushania grammata T.P.Yi - Yushania hiticaulis Z.P.Wang & G.H.Ye - Yushania numbertii - Yushania lacera Q.F.Zheng & K.F.Huang - Yushania laetevirens T.P.Yi - Yushania levigata T.P.Yi - Yushania lineolata T.P.Yi - Yushania longiaurita Q.F.Zheng & K.F.Huang | - Yushania longissima K.F.Huang & Q.F.Zheng - Yushania longiuscula T.P.Yi - Yushania mabianensis T.P.Yi - Yushania maculata T.P.Yi - Yushania madagascariensis - Yushania mairei - Yushania maling (Gamble) R.B.Majumdar - Yushania menghaiensis T.P.Yi - Yushania microphylla (Munro) R.B.Majumdar - Yushania mitis T.P.Yi - Yushania monophylla T.P.Yi & Yang - Yushania multiramea T.P.Yi - Yushania niitakayamensis (Hayata) P.C.Keng - Yushania oblonga T.P.Yi - Yushania oiwakensis - Yushania pachyclada T.P.Yi - Yushania pantlingii (Gamble) R.B.Majumdar - Yushania parviflora - Yushania pauciramificans T.P.Yi - Yushania polytricha Hsueh & T.P.Yi - Yushania punctulata T.P.Yi - Yushania quiaojiaensis Hsueh & T.P.Yi - Yushania racemosa (Munro) R.B.Majumdar - Yushania rugosa T.P.Yi - Yushania straminea T.P.Yi - Yushania suijiangensis T.P.Yi - Yushania tessellatta (Holttum) S.Dransfield - Yushania uniramosa Hsueh & T.P.Yi - Yushania varians T.P.Yi - Yushania vicina - Yushania vigens T.P.Yi - Yushania violascens (Keng) T.P.Yi - Yushania wardii - Yushania weixiensis T.P.Yi - Yushania wuyishanensis Q.F.Zheng & K.F.Huang - Yushania yadogensis T.P.Yi - Yushania xizangensis T.P.Yi |